# عريس البحر والحلزون الصغير
عريس البحر والحلزون الصغير (بالإنجليزية: Mermaid Man and Barnacle Boy) شخصيات خيالية في مسلسل الرسوم المتحركة الأمريكي، سبونج بوب سكوير بانتس . تم التعبير عنهم على التوالي من قبل النجمين الضيوف إرنست بورغنين وتيم كونواي، اللذان قاما بدور البطولة في الستينيات من القرن الماضي في المسرحية الهزلية McHale's Navy . ظهر عريس البحر والحلزون الصغير لأول مرة في الموسم الأول الذي يحمل نفس الاسم والذي تم عرضه لأول مرة في 21 أغسطس, 1999, ومنذ ذلك الحين تم تمييزها كشخصيات متكررة. بعد وفاة بورغنين في عام 2012, تم تحويل عريس البحر و الحلزون الصغير إلى أدوار غير ناطقة.
عريس البحر والحلزون الصغير هما بطلين خارقين مسنين يعيشان في دار للمسنين وهما من نجوم برنامج سبونج بوب وبسيط نجم التلفزيوني المفضل. يبدو أن عريس البحر يعاني من فقدان الذاكرة ويصرخ «شرًا» مطولاً! كلما سمع الكلمة، بينما يبدو أن الحلزون الصغير هو أكثر عقلانية وسرعة من الثاني. إنهم من بين البشر القلائل الذين يمكنهم التنفس تحت الماء والتحدث إلى سكان قاع الهامور.

## دور فيسبونج بوب سكوير
عريس البحر والحلزون الصغير هما أبطال خارقون شبه متقاعدين في مدينة قاع الهامور الخيالية. إنهم من بين البشر القلائل الذين يمكنهم التنفس تحت الماء والتحدث إلى سكان بيكيني القاع. داخل كون خيالي للمسلسل, هم أبطال خارقون حقيقيون. بالإضافة إلى محاربة الجريمة, تم منح الثنائي امتيازًا على نطاق واسع في جميع أنحاء قاع الهامور, بما في ذلك المسلسل التلفزيوني مغامرات عريس البحر والحلزون الصغير, سلسلة كتب هزلية طويلة الأمد, وبطاقات تجارية, ووجبات أطفال في مقرمشات سلطع. يقيم عريس البحر و الحلزون الصغير حاليًا في دار شادي شولز للمتقاعدين. ومع ذلك, فإن أكبر اثنين من المعجبين بهما, سبونج بوب سكوير بانتس وبسيط نجم, يقنعهما بالخروج من التقاعد في أول ظهور لهما.

### عريس البحر
يُصوَّر عريس البحر على أنه شيخ نمطي, ويبدو أنه يعاني من فقدان طفيف في الذاكرة لأنه من السهل الخلط بينه وبين سلوك الآخرين, على الرغم من أن هذا أيضًا يمكن أن يُنسب جزئيًا إلى فقدان السمع. عندما كان شابًا بالغًا, كان لدى عريس البحر بنية عضلية ورياضية, لكن رجل حورية البحر المسن يعاني من زيادة الوزن وعدم لياقته البدنية. على عكس صديقه, الحلزون الصغير, فهو أقل غضبًا قليلاً وأكثر تسامحًا إلى حد ما مع تفاؤل سبونجبوب النشوة, ولكن فقط إلى حد معين حيث تسببت زلات سبونجبوب أو أخطاءه في عواقب وخيمة من قبل في الماضي, وشريكه يبدو منزعجًا من حورية البحر ميول الإنسان الشاردة. على الرغم من ذلك, حافظ ميرميد مان على بعض قدراته كمقاتل جريمة ماهر, على الرغم من أن بعضها قد تم تحويله بشكل هزلي ليعكس الصور النمطية المرتبطة عمومًا بعمره ؛ ومع ذلك, يبدو أن القليل من المعجبين به منزعج بشكل خاص من هذا.
تكشف حلقة «بداية عريس البحر» أنه من خلال سلسلة من الأحداث الدقيقة والمعقدة, تم تجهيزه هو وصديقه فجأة بقوى خارقة ذات طابع مائي في شبابهم, واختاروا تكريس حياتهم لمشاجرة الجريمة تحت سطح البحر نتيجة لذلك (إنها كذلك). يشير ضمنيًا إلى أن الخلفية الدرامية وراء قوى الثنائي كما هو موصوف في وسائط بيكيني القاع كانت في الواقع مختلفة تمامًا عن الخلفية الواقعية المفترضة لـ عريس البحر و الحلزون الصغير التي تذكرها من وجهات نظر مختلفة).

### الحلزون الصغير
يصور الحلزون الصغير على أنه الصاحب الأصغر الأصغر سنا الذي لا يحظى بالتقدير الكافي لرجل حورية البحر. غاضب وسوء المزاج قليلاً, الحلزون الصغير مشهور بفكرته وتقلبه المزاجي وسخطه من سلوك شريكه الشارد نتيجة الشيخوخة, وحتى في سنواته الذهبية, لا يزال الحلزون الصغير يُعامل بطريقة الأحداث, مدللاً في طريقة طفولية. في سنواته الأخيرة, يشبه إلى حد ما شفيق حبار. لقد حافظ إلى حد كبير على لياقته البدنية النحيلة التي لا توصف بمرور الوقت. في لعبة الفيديو SpongeBob SquarePants: Battle for Bikini Bottom, لدى الحلزون الصغير ابن, وزوجة ابنه, وأربعة أحفاد, ويشير إلى أنهم «أربعة أطفال يصرخون» لابنه.